# 奧德拉多韋 (佩爾沃邁西基區)
49°18′14″N 36°25′51″E / 49.30389°N 36.43083°E
奧德拉多韋（烏克蘭語：Одрадове）是位於烏克蘭東部的村莊，由哈爾科夫州洛佐瓦區的阿列克西伊夫卡市鎮負責管轄。該村處於別列卡河右岸，分別距離馬克西米夫卡1.5公里和克拉西韋3公里，始建於1699年，面積0.89平方公里，海拔高度92米，2001年人口404。